# Постовий Євген Семенович
Євген Семенович Постовий (17 лютого 1921, село Дубове Одеської губернії, тепер Подільського району Одеської області — 16 серпня 1971, місто Кишинів, тепер Молдова) — молдавський радянський державний діяч, секретар ЦК КП Молдавії, міністр освіти Молдавської РСР. Член ЦК Комуністичної партії Молдавії. Депутат Верховної Ради Молдавської РСР 5—8-го скликань. Кандидат історичних наук (1969).

## Життєпис
Член ВКП(б) з 1941 року.
З серпня 1941 до 1947 року — в Червоній армії, учасник німецько-радянської війни. Служив політичним керівником 2-ї кулеметної роти 534-го стрілецького полку 106-ї стрілецької дивізії Південного фронту. У червні 1942 року потрапив в оточення, деякий час вважався пропалим без вісти. У вересні 1942 року був відправлений у спецтабір НКВС для перевірки. З травня 1943 року служив командиром взводу окремого батальйону охорони штабу Південно-Західного фронту, начальником штабу 4-го окремого батальйону охорони польового управління 3-го Українського фронту.
У 1948 році закінчив Кишинівський державний педагогічний інститут.
У 1949—1952 роках — в апараті ЦК КП(б) Молдавії.
У 1952—1953 роках — завідувач відділу шкіл Тираспольського окружного комітету КП Молдавії.
У 1953—1955 роках — в апараті ЦК КП Молдавії.
У 1955 — 16 серпня 1958 року — міністр освіти Молдавської РСР.
У 1958—1960 роках — 1-й секретар Кишинівського міського комітету КП Молдавії.
29 січня 1960 — 7 грудня 1962 року — секретар ЦК КП Молдавії.
6 грудня 1962 — 16 серпня 1971 року — міністр освіти Молдавської РСР.
Помер 16 серпня 1971 року в Кишиневі. 

## Звання
- молодший політрук
- лейтенант
- капітан
- майор
- підполковник

## Нагороди
- орден Трудового Червоного Прапора
- два ордени «Знак Пошани»
- орден Червоної Зірки (28.04.1945)
- медаль «За відвагу» (27.09.1943)
- медаль «За оборону Одеси» (1942)
- медаль «За перемогу над Німеччиною у Великій Вітчизняній війні 1941—1945 рр.» (1945)
- медалі